# اورنوت
evernote in AppStore=

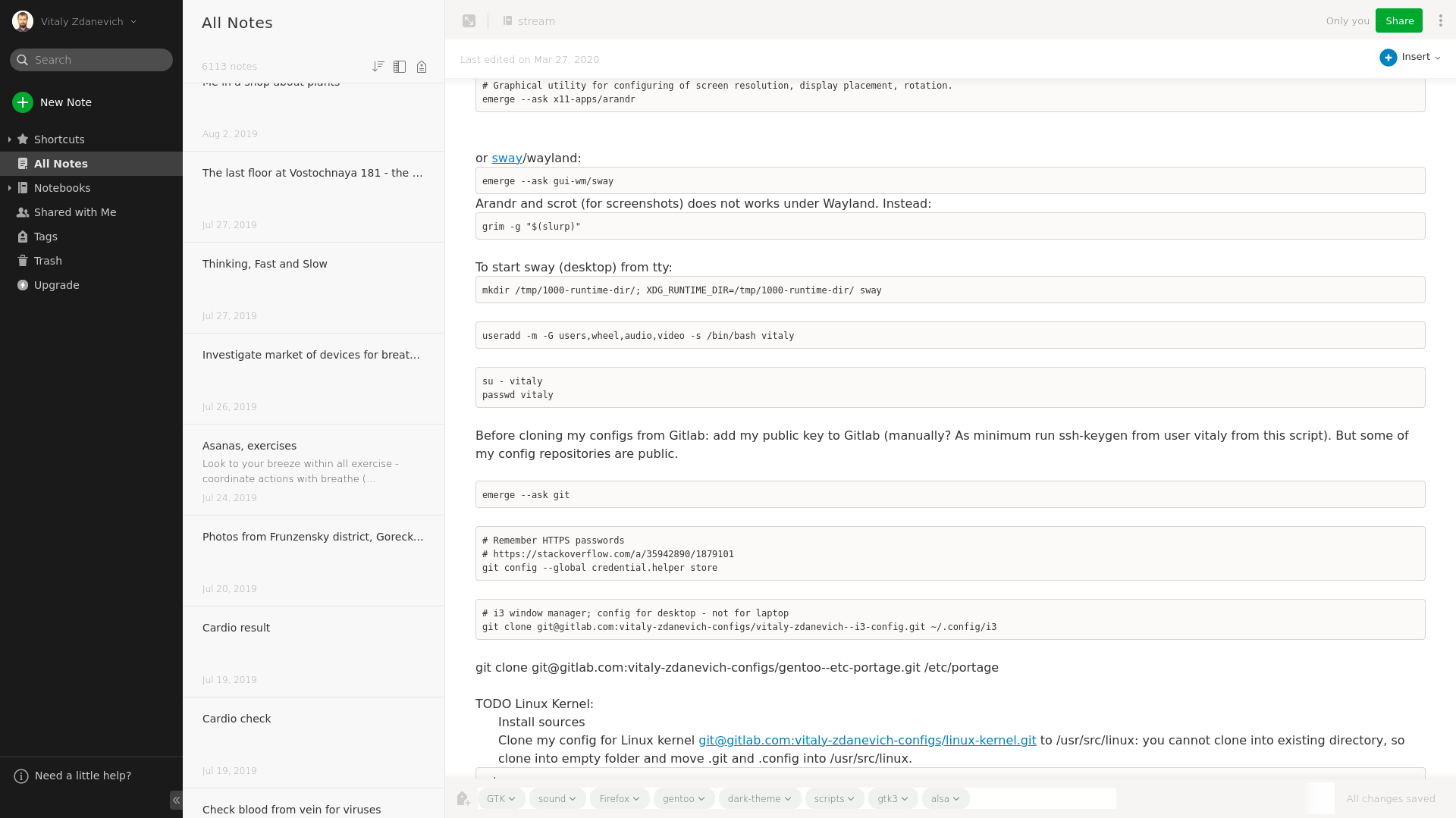
evernote in AppStore= اِوِرنوت (به انگلیسی: Evernote) یک شاخه از نرم‌افزارها و سرویس‌ها می‌باشد و برای نوت برداری و آرشیوبندی طراحی شده‌است. یک نوشته می‌تواند یک متن، قسمت کامل یا قسمتی از یک صفحه وب، عکس، یادداشت صوتی یا دست‌نوشته با جوهر باشد. نوشته همچنین می‌توانند فایل پیوست باشد. نوشته‌ها می‌توانند در پوشه‌ها طبقه‌بندی شوند و بعد تگ بگیرند، ویرایش شوند، نظر بگیرند، جستجو شوند و قسمتی از یک دفتر شوند.

اِوِرنوت (به انگلیسی: Evernote) یک شاخه از نرم‌افزارها و سرویس‌ها می‌باشد و برای نوت برداری و آرشیوبندی طراحی شده‌است. یک نوشته می‌تواند یک متن، قسمت کامل یا قسمتی از یک صفحه وب، عکس، یادداشت صوتی یا دست‌نوشته با جوهر باشد. نوشته همچنین می‌توانند فایل پیوست باشد. نوشته‌ها می‌توانند در پوشه‌ها طبقه‌بندی شوند و بعد تگ بگیرند، ویرایش شوند، نظر بگیرند، جستجو شوند و قسمتی از یک دفتر شوند.
اورنوت از تعدادی از پلتفرم‌ها پشتیبانی می‌کند. (پلتفرم‌های اواس ایکس، آی‌اواس، کروم اواس، اندروید، مایکروسافت ویندوز، ویندوزفون، بلک بری اواس و وب اواس) و همچنین خدمات همگان سازی‌های آنلاین و بک آپ از سرویس‌ها را می‌دهد.
●●●
Evernote نوت بوک و برنامه ریز: یادداشت برداری کنید ، کارهای روزمره را مدیریت کنید و لیست کارها را سازماندهی کنید.
هنگام الهام گرفتن ، ایده ها را بگیرید. یادداشت ها ، کارهای روزمره خود را بیاورید و برنامه ریزی کنید تا حواس پرتی های زندگی را مرتب کرده و کارهای بیشتری را انجام دهید - در محل کار ، خانه و هرجای دیگر.
Evernote با همه دستگاه های شما همگام سازی می شود ، بنابراین می توانید در حرکت همچنان سازنده باشید. با انجام وظایف ، لیست کارهای خود را برطرف کنید ، تقویم Google خود را متصل کنید تا در بالای برنامه خود باقی بمانید و با داشبورد صفحه اصلی قابل تنظیم ، سریعترین و مرتبط ترین اطلاعات خود را مشاهده کنید.
توجه: نسخه جدید Evernote برای Android نسخه 10 و جدیدتر در دسترس است. کاربران Android نسخه 9 به بالا برنامه Evernote Legacy را دریافت می کنند. Evernote جدید برای آندروید برای نسخه های آندروید 6 ، 7 ، 8 و 9 در به روزرسانی آینده در دسترس قرار خواهد گرفت.
"از Evernote به عنوان مکانی که همه چیز را قرار داده اید استفاده کنید ... از خود نپرسید کدام دستگاه را روی آن قرار داده است - این در Evernote است" - نیویورک تایمز
"هنگامی که نوبت به گرفتن همه یادداشت ها و انجام کار می رسد ، Evernote ابزاری ضروری است." - کامپیوتر مگ
---
ایده های CAPTURE
• نوشتن ، جمع آوری و ضبط ایده ها به عنوان یادداشت های قابل جستجو ، دفترها و لیست کارها.
• مقالات و صفحات وب جالب را کلیپ کنید تا بعداً بخوانید یا استفاده کنید.
• انواع مختلف محتوا را به یادداشت های خود اضافه کنید: متن ، اسناد ، PDF ، طرح ها ، عکس ها ، صوت ، بریده های وب و موارد دیگر.
• از دوربین خود برای اسکن و سازماندهی اسناد کاغذی ، کارت های بازرگانی ، تخته های سفید و یادداشت های دست نویس استفاده کنید.
سازماندهی شوید
• لیست وظایف خود را با وظایف مدیریت کنید - موعد مقرر و یادآوری ها را تعیین کنید ، بنابراین هرگز ضرب الاجل را از دست نمی دهید.
• Evernote و Google Calendar را به هم متصل کنید تا برنامه و یادداشت های خود را با هم جمع کنید.
• مهمترین اطلاعات خود را فوراً در داشبورد Home مشاهده کنید.
• برای سازماندهی رسیدها ، صورتحساب ها و فاکتورها دفترچه های جداگانه ایجاد کنید.
• هر چیزی را سریع پیدا کنید - جستجوی قدرتمند Evernote حتی می تواند متن را در تصاویر و یادداشت های دست نویس پیدا کند.
دسترسی به هر کجا
• یادداشت ها و نوت بوک های خود را به طور خودکار در هر Chromebook ، تلفن یا رایانه لوحی همگام سازی کنید.
• کار بر روی یک دستگاه را شروع کنید و بدون نیاز به ضرب آهنگ ، روی دستگاه دیگر ادامه دهید.
EVERNOTE در زندگی روزمره
• برای منظم نگه داشتن افکار خود یک ژورنال تهیه کنید.
• با اسکن رسید و اسناد مهم بدون کاغذ بروید.
EVERNOTE در کسب و کار
• با گرفتن یادداشت های جلسه و به اشتراک گذاشتن دفترچه یادداشت با تیم خود ، همه را به روز نگه دارید.
• افراد ، پروژه ها و ایده ها را با Spaces مشترک بیاورید.
EVERNOTE در آموزش
• یادداشت های سخنرانی ، امتحانات و تکالیف را یادداشت کنید تا جزئیات مهم را از دست ندهید.
• برای هر کلاس دفتر یادداشت درست کنید و همه چیز را مرتب نگه دارید.
---
از Evernote نیز موجود است:
EVERNOTE شخصی
• هر ماه 10 گیگابایت بارگذاری جدید
• تعداد نامحدودی از دستگاه ها
• ایجاد و مدیریت وظایف
• یک حساب Google Calendar را وصل کنید
• به صورت آفلاین به یادداشت ها و دفترهای خود دسترسی پیدا کنید
EVERNOTE PROFESSIONAL
• هر ماه 20 گیگابایت بارگذاری جدید
• تعداد نامحدودی از دستگاه ها
• ایجاد ، مدیریت و تعیین وظایف
• چندین حساب Google Calendar را وصل کنید
• به صورت آفلاین به یادداشت ها و دفترهای خود دسترسی پیدا کنید
• داشبورد صفحه اصلی - سفارشی سازی کامل
قیمت ممکن است بسته به مکان متفاوت باشد. اشتراک ها از طریق حساب Google Play شما به کارت اعتباری شما شارژ می شوند. در صورت لزوم ، اشتراک شما به طور خودکار تمدید می شود مگر اینکه حداقل 24 ساعت قبل از پایان دوره فعلی لغو شود. اشتراک ها برای بازپرداخت لغو نمی شوند ، مگر اینکه در شرایط تجاری Evernote ارائه شده است. پس از خرید اشتراک های خود را در تنظیمات حساب مدیریت کنید.
---
خط مشی رازداری: https://evernote.com/legal/privacy.php
شرایط خدمات: https://evernote.com/legal/tos.php
شرایط تجاری: https://evernote.com/legal/commercial-terms